# Stacey Augmon

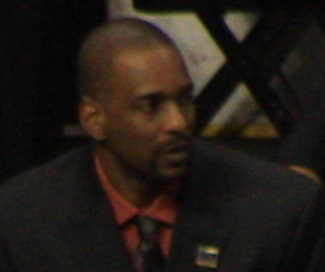
Stacey Augmon (2009)

Stacey Orlando Augmon (* 1. August 1968 in Palo Alto) ist ein ehemaliger US-amerikanischer Basketballspieler.

## Laufbahn
Nach seiner Zeit an der John Muir High School im kalifornischen Pasadena gehörte der 1,98 Meter große Flügelspieler von 1987 bis 1991 der Hochschulmannschaft der University of Nevada, Las Vegas (UNLV) an. 1990 gewann er mit UNLV unter Trainer Jerry Tarkanian sowie als Mitspieler von Larry Johnson und Greg Anthony den NCAA-Meistertitel. Augmon erreichte im Meisterspieljahr im Schnitt 14,2 Punkte, 6,9 Rebounds und 3,7 Korbvorlagen je Begegnung.
Er stellte mit insgesamt 145 bestrittenen Spielen eine UNLV-Bestmarke auf. Augmon erreichte darin einen Mittelwert von 13,9 Punkten je Einsatz. Insgesamt erzielte er 2011 Punkte, was den drittbesten Wert in der Geschichte der Hochschulmannschaft bedeutete. Seine 1005 Rebounds brachten ihm in der ewigen UNLV-Bestenliste denselben Rang ein, als er die Hochschule 1991 verließ. Mit 275 Ballgewinnen kam er gemeinsam mit seinem Mannschaftskameraden Greg Anthony auf den ersten Platz. Augmon wurde von der Vereinigung der US-Basketballtrainer NABC in den Jahren 1989, 1990 und 1991 als Verteidiger des Jahres der NCAA ausgezeichnet. 1989 war er Spieler des Jahres der Big West Conference. 2002 fand Augmon Aufnahme in die Sportleruhmeshalle der University of Nevada, Las Vegas.
Die Atlanta Hawks sicherten sich beim Draftverfahren der NBA im Jahr 1991 an neunter Stelle in der ersten Auswahlrunde die Dienste Augmons. Auch seine UNLV-Kollegen Johnson und Anthony wurden in der ersten Runde, Johnson sogar an erster Stelle, ausgewählt.

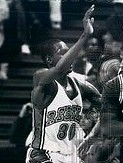
Stacey Augmon (1987)

Augmon trug aufgrund seiner langen Arme und seiner Beweglichkeit den Spitznamen „Plastic Man“, neben seinen Stärken in der Verteidigung gehörte der Zug zum Korb zu den Merkmalen seiner Spielweise. Seine Vielseitigkeit ermöglichte es Augmon, in der Verteidigung Gegenspieler aller Positionen zu „bearbeiten“, er wurde oft mit der Aufgabe betraut, die Kreise des besten Angriffsspielers des Gegners einzuschränken. Er bestritt zwischen 1991 und 2006 1078 Spiele in der NBA. Seine von 1991 bis 1996 andauernde Zeit in Atlanta war die erfolgreichste. Augmon erhielt dort regelmäßig Einsatzzeiten von rund 30 Minuten pro Begegnung, was bei seinen späteren Mannschaften nicht der Fall war. Die besten Saisonwerte während seiner NBA-Zeit (jeweils in Atlanta aufgestellt) waren 14,8 Punkte/Spiel (1993/94), 5,1 Rebounds/Spiel (1991/92), 2,6 Korbvorlagen/Spiel (1994/95), 1,8 Ballgewinne/Spiel (1993/94).
Nach einem kurzen Abstecher zu den Detroit Pistons in der Saison 1996/97 wurde er im Januar 1997 im Rahmen eines Spielertauschs an die Portland Trail Blazers abgegeben. Dort blieb Augmon bis 2001. Weitere Stationen in der NBA waren die Charlotte (beziehungsweise New Orleans) Hornets (2001 bis 2004) und Orlando Magic (2004 bis 2006).
Als Assistenztrainer gehörte Augmon zwischen 2007 und 2011 dem Stab der Denver Nuggets an, dasselbe Amt übte er von 2011 bis 2016 an der University of Nevada, Las Vegas sowie von 2016 bis 2018 bei den Milwaukee Bucks aus. In der Saison 2018/19 führte er die koreanische Mannschaft Jeonju KCC Egis als Cheftrainer ins Halbfinale der koreanischen Liga. Im Vorfeld der Saison 2019/20 stieß er zum Trainerstab der Sacramento Kings und wurde dort als Assistenztrainer mit der Aufgabe Spielerentwicklung tätig.

### Nationalmannschaft
Augmon wurde im Sommer 1987 mit der Junioren-Nationalmannschaft der Vereinigten Staaten Zweiter der U18-Weltmeisterschaft in Italien. Er erzielte 5 Punkte pro WM-Spiel. 1988 nahm er an den Olympischen Sommerspielen in Seoul teil und gewann mit der US-Auswahl die Bronzemedaille, Augmon erzielte während des olympischen Turniers im Durchschnitt 1,2 Punkte und 1,8 Rebounds je Begegnung.